# Selenia glaucata
Selenia glaucata är en fjärilsart som beskrevs av Barnes och Mcdunnough 1916. Selenia glaucata ingår i släktet Selenia och familjen mätare. Inga underarter finns listade.